# Rabac
Rabac – wieś w Chorwacji, w żupanii istryjskiej, w mieście Labin. W 2011 roku liczyła 1393 mieszkańców.